# 地球很美有賴你
《家园》是一部2009年上映，由亚恩·阿蒂斯－贝特朗製作的紀錄片。紀錄片由世界各地所拍攝的空中影像而成。它展示地球上的生物多樣性以至人類的活動如何危害地球上的生態平衡。本片在2009年6月5日於全球同步發行，包括於影院上映、以DVD型式發行及上載於视频網站YouTube。本片於同一日內在181個國家發行，打破了历史上电影发行量最大的世界纪录。本片為免費放送，而在影院上映或日後播放時將以非謀利形式進行。

## 概述
本紀錄片記述現今地球状态，氣候以至作為统治地球万物的人类对地球长期的影响。整個紀錄片表達了「相互联系」的主题；所有生物以及地球互相處於一個「微妙却至关重要」的自然平衡，任何生物都無法自给自足。
在纪录片的头15分钟的片段里展示了生命的起源于在火山温泉边缘生长的单细胞藻类。通过展示藻类在光合作用演化过程中的重要角色，探讨了今天所有植物都来源于这种单细胞生命形式。
家园在接下来的一个小时里展示了农业革命及其影响，进而讲到石油的利用，引出能源，工业，城市和前所未有的贫富差距。纪录片描绘了当前的危机---饲养场，森林采伐，粮食和水资源短缺，非再生的“化石燃料”的使用，资源的过度开采等等。还列举出纽约市，拉斯维加斯，洛杉矶，深圳，孟买，东京和迪拜等城市作为管理不善和能源，水及食物被大量消耗的例子。通过对南极，北极和非洲的一系列空中拍摄，展示了湿地和冰川的消亡，以及大规模移民和难民的出现，并预测这种情况还会继续保持不变。这时候，影片开始关注全球变暖的危机。家园不但展示了冰川融化，海平面上升和气候变化是如何肆虐那些与对气候变化没有多大关系的人们，而且会很快会影响人口众多的富庶地区。
本纪录片不但展示了人类对地球的破坏的可怕事实，而且也描述了人类正在做的斗争和保护措施：包括可再生能源，越来越多的国家公园，各国在环保事务上的国际合作以及随之而来的教育和改革已经在世界各地开展起来，以应对目前全球面临的问题。

## 制作过程
为了展示各地广阔的风光，家园采用了各种不同拍摄方式，导演亚恩·阿蒂斯－贝特朗跟一名摄像师、一位摄影技师和一位飞行员驾驶一架小型直升机飞跃了世界上55个国家，历时18个月才完成。拍摄过程中使用了"Cineflex"高清摄像机，这种摄像机原本是一种军事器械，能够有效减轻振动从而获得高清画面。

## 效果
该片在YouTube上发布后就在头24小时里获得了400,000 的点击率。截止到2009年10月总点击率超过三百一十万。该片在世界各地的电视台也收到了很高的收视率。在法国电视2台首映时，仅在法国就有超过八百万的观众收看。

## 在香港电视台的相關播放時間

### 香港明珠台
| 明珠台 20:30-21:30 時段 | 明珠台 20:30-21:30 時段                                | 明珠台 20:30-21:30 時段 |
| ----------------------- | ------------------------------------------------------ | ----------------------- |
|                         | 地球很美有賴你 （2009.6.5）（播放時間為20:30 - 22:30） |                         |
| 活到101 （2009.5.29）   | 皇家欽點 - PAUL POTTS （2009.6.12）                    |                         |

在香港，本片於2009年6月5日晚上八時三十分於明珠台首播，播映2小時。

### 香港高清翡翠台
| 高清翡翠台 14:15-16:00 時段 | 高清翡翠台 14:15-16:00 時段 | 高清翡翠台 14:15-16:00 時段 |
| --------------------------- | --------------------------- | --------------------------- |
|                             | 地球很美有賴你 （2009.7.1） |                             |
| 創富坊 （<2009.6.30）       | 創富坊 （2009.7.1>）        |                             |

在本台，於2009年7月1日下午二時十五分至四時播映，播放1小時45分鐘；並於2009年10月26日上午十時三十分至十二時三十分重播。

## 外部連結
- 開眼電影網上《盧貝松之搶救地球》的資料（繁體中文）
- 豆瓣电影上《家园》的資料 （简体中文）
- 时光网上《家园》的資料（简体中文）
- AllMovie上的资料（英文）
- 爛番茄上的資料（英文）
- 互联网电影数据库（IMDb）上的资料（英文）